# Melanoplus lanthanus
Melanoplus lanthanus är en insektsart som beskrevs av Hewitt, G.B. och Skoog 1970. Melanoplus lanthanus ingår i släktet Melanoplus och familjen gräshoppor. Inga underarter finns listade i Catalogue of Life.